# Pelargonium inquinans
A Pelargonium inquinans a gólyaorrvirágúak (Geraniales) rendjébe, ezen belül a gólyaorrfélék (Geraniaceae) családjába tartozó faj.

## Előfordulása
A Pelargonium inquinans őshazája Afrika déli része, főleg a Dél-afrikai Köztársaság. A Jóreménység fokától délnyugatra eső területről származik. Számos közkedvelt hibrid és termesztett muskátlifajtának az őse, köztük a kerti muskátlié (Pelargonium × hortorum) és az angol muskátlié (Pelargonium grandiflorum) is.

## Hibridjei
- Pelargonium × hortorum L.H.Bailey = Pelargonium inquinans (L.) L'Hér. × Pelargonium zonale (L.) L'Her.
- Pelargonium × hybridum (L.) L'Hér. in Aiton = Pelargonium acetosum (L.) L'Hér. × Pelargonium zonale (L.) L'Her.
- Pelargonium × lateripes = L'Hér. in Aiton, Hort. Kew. 2: 428, t. 24. 1789. = Pelargonium peltatum (L.) L'Hér. × Pelargonium × hortorum L.H.Bailey

## Megjelenése
Ez a növényfaj 80-200 centiméter magasra nő meg. A virága öt sziromból áll; ezekből kettő felül és három alul van.

## Képek

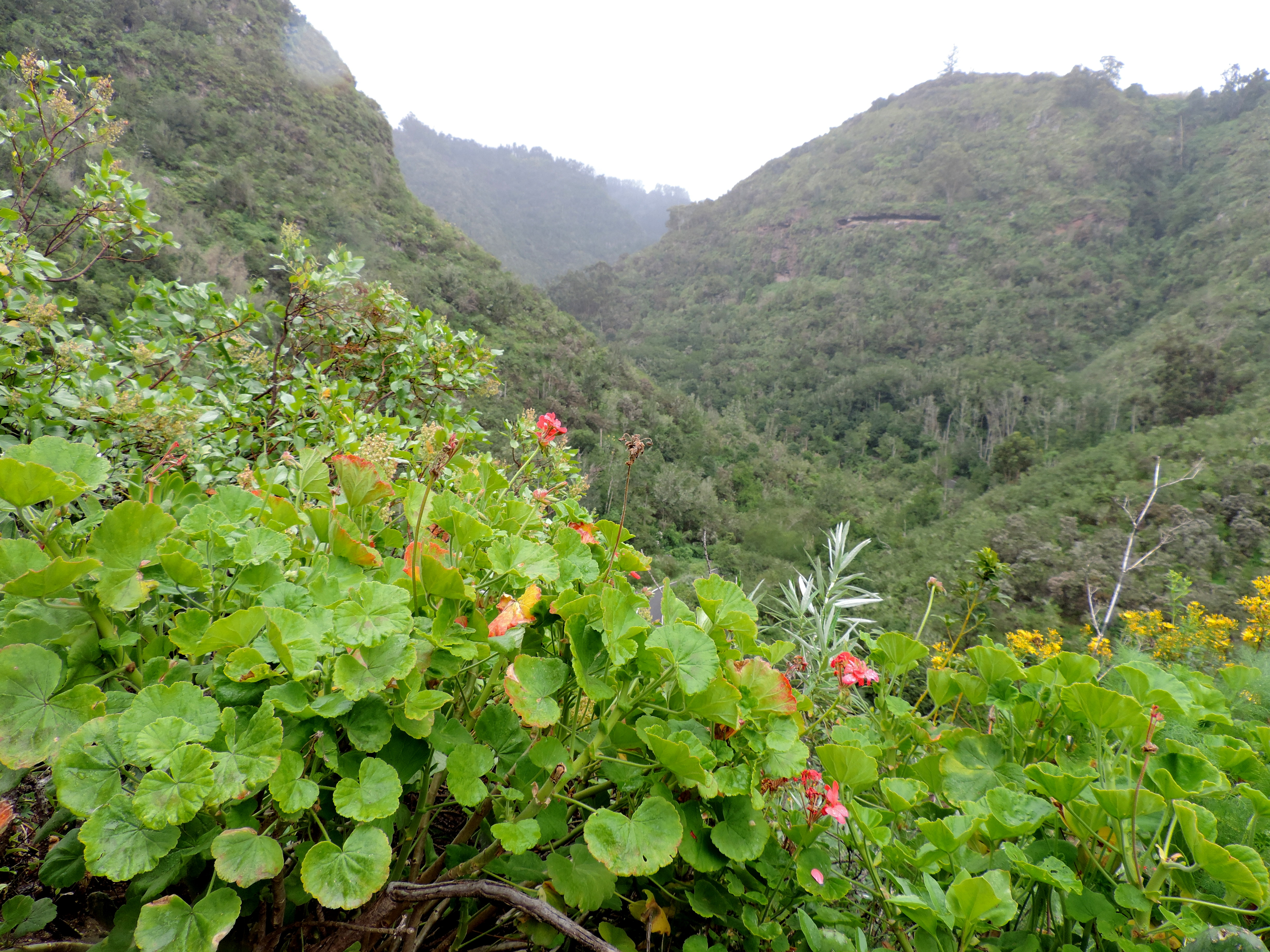
Növénytársulásban
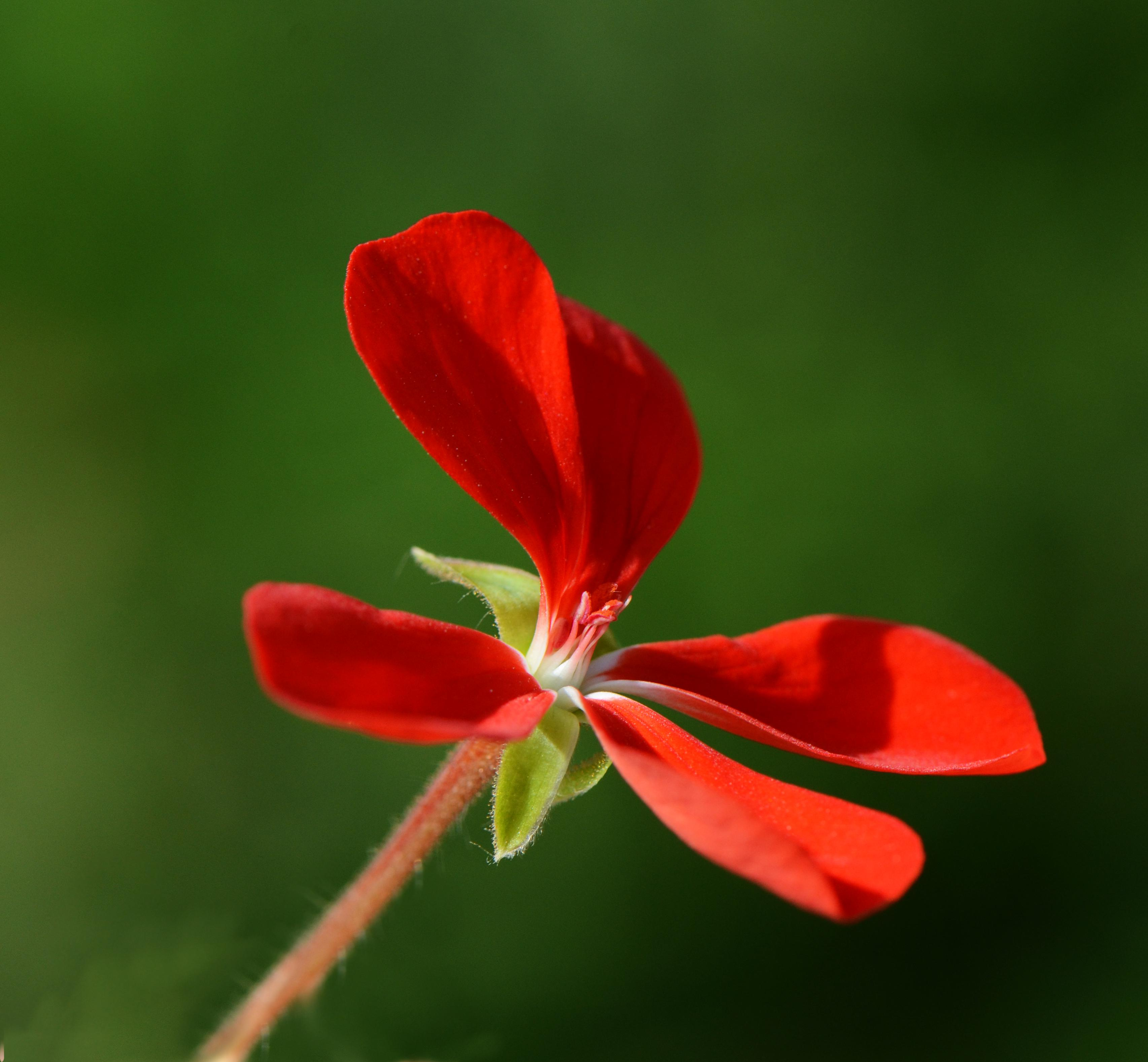
A természetes virága
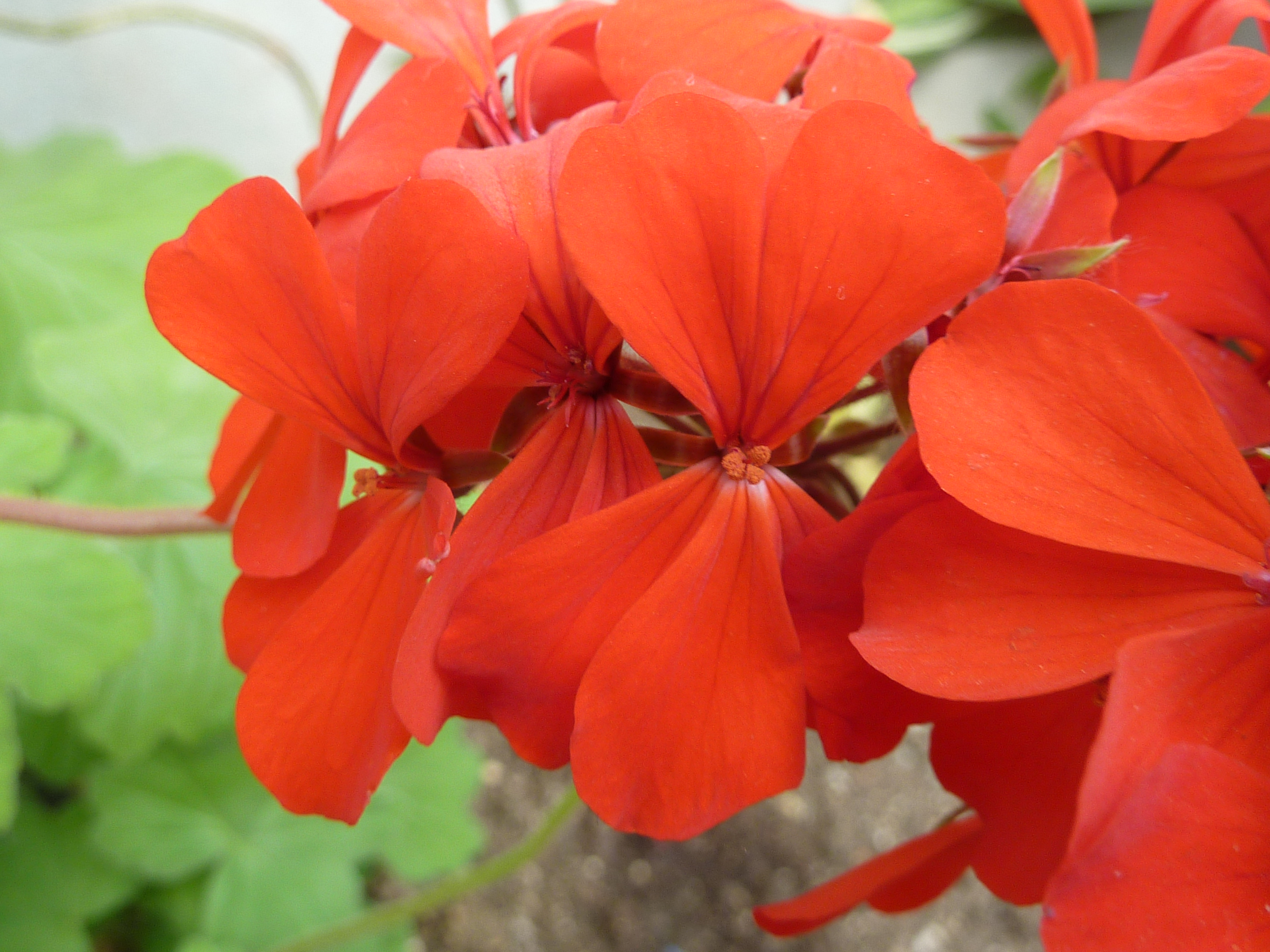
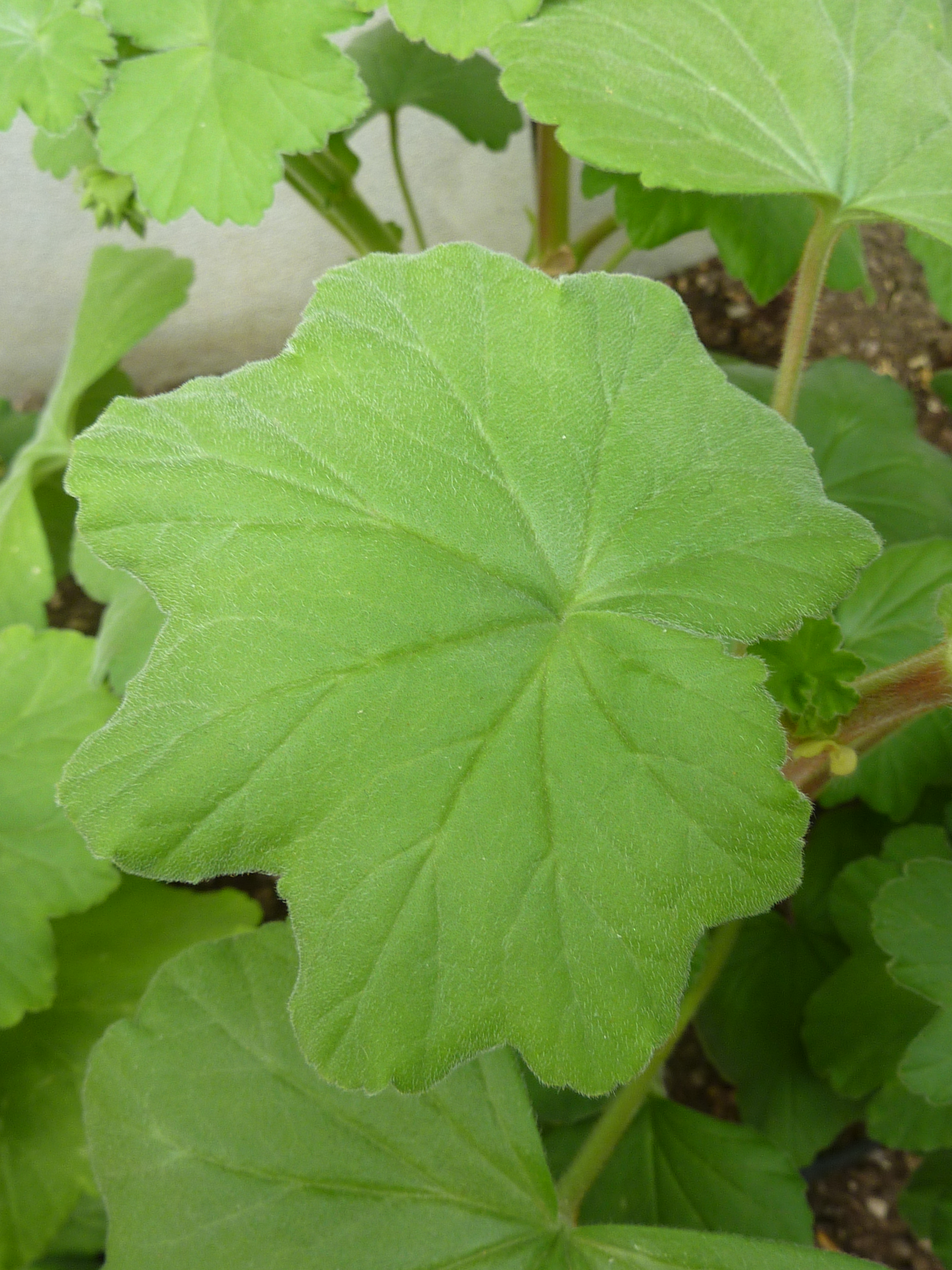
Levele

## Fordítás
- Ez a szócikk részben vagy egészben  a   Pelargonium inquinans című angol Wikipédia-szócikk ezen változatának fordításán alapul.  Az eredeti cikk szerkesztőit annak laptörténete sorolja fel. Ez a jelzés csupán a megfogalmazás eredetét és a szerzői jogokat jelzi, nem szolgál a cikkben szereplő információk forrásmegjelöléseként.
- Ez a szócikk részben vagy egészben  a   Pelargonium inquinans című francia Wikipédia-szócikk ezen változatának fordításán alapul.  Az eredeti cikk szerkesztőit annak laptörténete sorolja fel. Ez a jelzés csupán a megfogalmazás eredetét és a szerzői jogokat jelzi, nem szolgál a cikkben szereplő információk forrásmegjelöléseként.